# 放送芸術学院専門学校

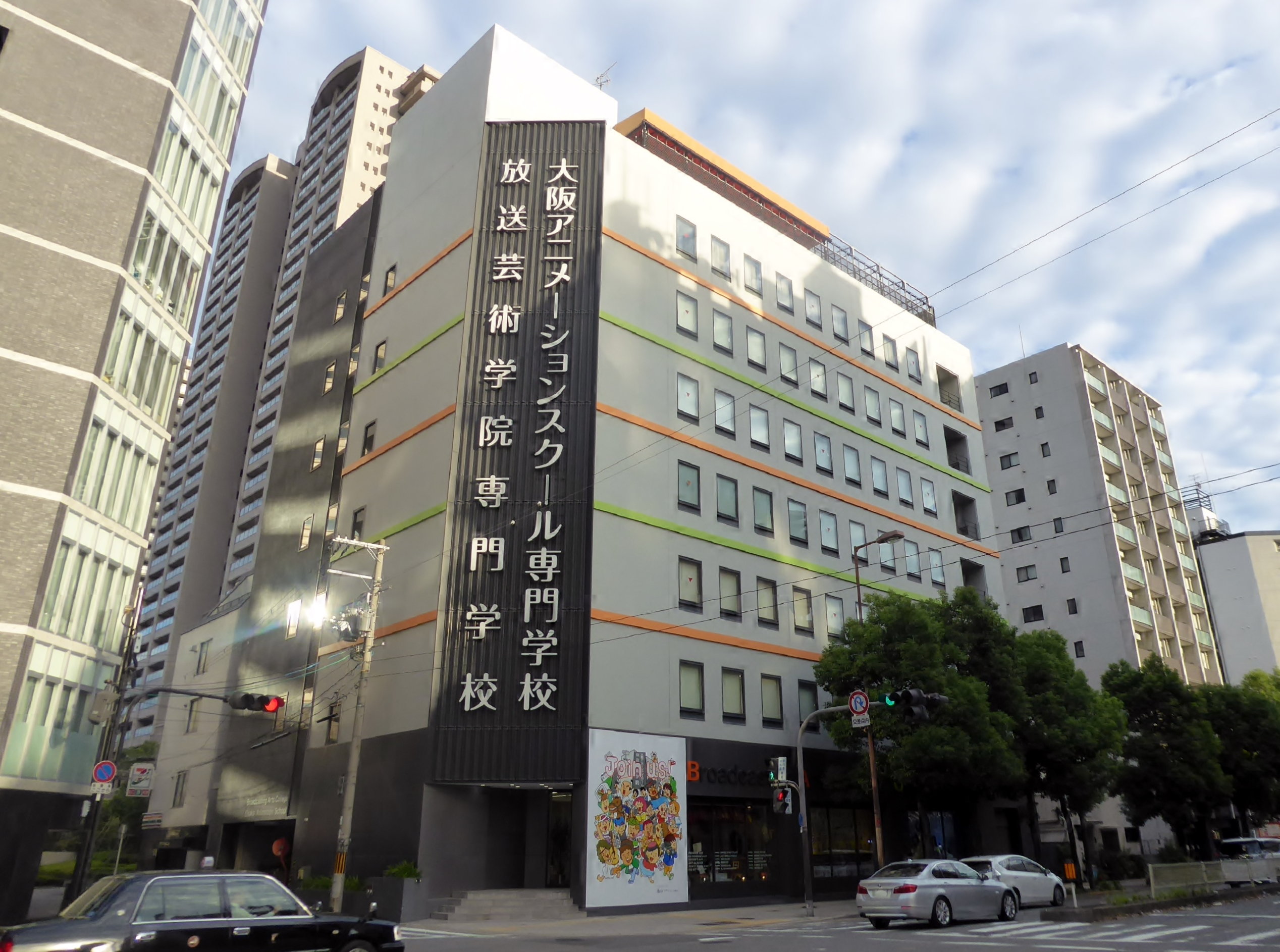
校舎（2018年）

放送芸術学院専門学校（ほうそうげいじゅつがくいんせんもんがっこう、英称：Broadcasting Art College）は、大阪府大阪市北区天満橋にあるマルチメディア系また放送や音響映像に関する人材を専門に育成する専修学校。関西で唯一、放送業界が創った学校とされる。旧校名は放送芸術学院。通称「放芸（ほうげい）」「BAC（びーえーしー）」。同じ校内に大阪アニメ・声優＆eスポーツ専門学校も入っている「OAS（おーえーえす）」。

## 概要
創立は1986年。創立者は馬場恵一。大手制作プロダクションの東通が、放送業界の人材育成を目的に創立した。開校当初は専修学校ではなく、いわゆる無認可校であったが、1994年に滋慶学園グループに加入し新体制となった。
1995年4月に大阪府大阪市西区北堀江に新校舎が完成し移転。2012年4月に天満橋に完成した新校舎に移転したのと同時に、認可校として校名を放送芸術学院専門学校に改名した。放送業界との連携を生かしたカリキュラムとなっている。

## 主な講師
- 3代目桂花團治（桂蝶六）
- 小島弘章（オーケイ）
- 榊一郎
- 坂下和也
- さかはらあつし
- せいじろう
- 豊永真琴
- 増岡弘
- 丸尾ユウキ
- 竹下しんいち

## 著名な出身者
俳優
- 荒木悠司（ファッションモデル・俳優、プリンスエンターテインメント経営者）
- 新木宏典（D-BOYS・D☆DATE、ワタナベエンターテインメント）
- 田島ケンタ（ブロードウェイ・バウンズ）
- 加藤将（TRUSTAR）
- 河井春香（東京俳優生活協同組合）

お笑い芸人
- キャプテン渡辺（SMA NEET Project）
- すっちー（吉本新喜劇・元ビッキーズ、よしもとクリエイティブ・エージェンシー）
- ガリガリガリクソン（よしもとクリエイティブ・エージェンシー）
- かねきよ勝則（新宿カウボーイ、太田プロダクション、中退）
- スーパー3助（にゃんこスター、ワタナベエンターテインメント）
- 三遊亭はらしょう

声優
- せいじろう
- 沼田祐介（青二プロダクション）
- 石川英郎（青二プロダクション）
- 竹内良太（青二プロダクション）
- 松井尚吾
- 鈴木雅之
- 西口杏里沙
- 今村彩夏
- 村上喜紀（アクロスエンタテイメント）

その他
- 小早川秀樹（ラジオDJ）
- みぃ（ラジオDJ）
- 豊田穂乃花（ラジオDJ）
- 髙梨舞（アニメプロデューサー）
- 荒木悠司（タレント）
- 木部信彦（元ビッキーズ、現在は炭火焼肉たむらを経営する田村道場社員）
- 小竹彩花（ラジオDJ）